# International Conference on Bisexuality
A International Conference on Bisexuality (ICB), também conhecida como International BiCon é uma reunião periódica de ativistas bissexuais e acadêmicos ao redor do mundo.
Começada por Fritz Klein e um grupo de ativistas colegas, a primeira ICB foi mantida em Amsterdã em 1991 e seguiu o conceito de um BiCon, começada no Reino Unido em 1984.
Depois que a IC B2 foi sediada em Londres no próximo ano, o evento foi movido para ocorrer à cada ano numerado. Apesar da sua origem holandesa o evento manteve o inglês como a sua única língua oficial e, à parte das primeiras e quartas conferências, foi mantido exclusivamente em países com o inglês como a língua primária.

## Eventos passados
| Número | Data                       | Local                        | País          | Assistência | Notas                                                           |
| ------ | -------------------------- | ---------------------------- | ------------- | ----------- | --------------------------------------------------------------- |
| 1ª ICB | Outubro de 1991            | Amsterdã                     | Países Baixos | 250         | --                                                              |
| 2ª ICB | Outubro de 1992            | Londres                      | Reino Unido   | ?           | --                                                              |
| 3ª ICB | Outubro de 1994            | Nova Iorque                  | USA           | 250         | --                                                              |
| 4ª ICB | Outubro de 1996            | Berlin                       | Alemanha      | ?           | --                                                              |
| 5ª ICB | 3 à 5 de Abril de 1998     | Universidade Harvard, Boston | USA           | 910         | Adquiriu em torno de 140 oficinas, painéis, ou realizações      |
| 6ª ICB | 25 à 28 de Agosto de 2000  | Universidade de Manchester   | Reino Unido   | 265         | Este evento ocorreu em combinação com a BiCon 18 do Reino Unido |
| 7ª ICB | 25 à 28 de Outubro de 2002 | Sydney                       | Austrália     | ?           | --                                                              |
| 8ª ICB | 5 à 8 de Agosto de 2004    | Minneapolis                  | EUA           | 225         | --                                                              |
| 9ª ICB | 15 à 18 de Junho de 2006   | Universidade Ryerson Toronto | Canadá        | 250         | --                                                              |

## Eventos futuros
| Número  | Data                     | Local        | País | Notas                                                                        |
| ------- | ------------------------ | ------------ | ---- | ---------------------------------------------------------------------------- |
| 10ª ICB | 24 à 27 de Julho de 2008 | Rhode Island | EUA  | com a Universidade de Rhode Island 14ª Simpósio Anual de Questões de GLBTIQA |
| 11ª ICB | 2010                     |              | UK   | --                                                                           |

Durante a 9ª ICB a 11ª ICB foi anunciado para ser no Reino Unido em 2010, entretanto a 10ª ICB tinha nenhum local imediato para ocorrer.
Um grupo de ativistas se uniram para trabalhar na edição e no começo de 2007 a 10ª International Conference on Bisexuality, foi confirmada para quinta-feira, 24 de Julho à 227 de Julho de 2008, a ser sediada na Universidade de Rhode Island no Campus Kingston na linda costa de Rhode Island, EUA. A 10ª ICB será sediada pela Universidade de Rhode Island 14ª Simpósio Anual de Questões de GLBTIQA.